# Эшуорт, Дэвид
Дэ́вид Э́шуорт (англ. David Ashworth; 2 июня 1868, Полтон-ле-Файлд, Ланкашир — 23 марта 1947, Блэкпул) — английский футбольный судья и футбольный тренер.
Был известным футбольным арбитром в Англии. После завершения судейской карьеры стал футбольным тренером. В 1906 году стал первым тренером в истории клуба «Олдем Атлетик». Работал в «Олдеме» до окончания сезона 1913/14, после чего перешёл в «Стокпорт Каунти».
В декабре 1919 года был назначен главным тренером футбольного клуба «Ливерпуль». В сезоне 1921/22 выиграл чемпионский титул Первого дивизиона. В декабре 1922 года ушёл из «Ливерпуля» по семейным обстоятельствам.
Впоследствии тренировал «Олдем Атлетик», «Манчестер Сити» и «Уолсолл».

## Тренерская статистика
| Клуб            | Начало работы | Завершение работы | Показатели | Показатели | Показатели | Показатели | Показатели |
| Клуб            | Начало работы | Завершение работы | Матчи      | Победы     | Ничьи      | Поражения  | % побед    |
| --------------- | ------------- | ----------------- | ---------- | ---------- | ---------- | ---------- | ---------- |
| Олдем Атлетик   | 1906          | 1914              | 283        | 126        | 67         | 90         | 44,52      |
| Стокпорт Каунти | 1914          | 1919              | 61         | 25         | 12         | 24         | 40,98      |
| Ливерпуль       | 1920          | 1922              | 58         | 25         | 14         | 9          | 43,1       |
| Олдем Атлетик   | 1923          | 1924              | 63         | 20         | 22         | 21         | 31,75      |
| Манчестер Сити  | 1924          | 1925              | 56         | 20         | 13         | 23         | 35,71      |
| Уолсолл         | 1926          | 1927              | 42         | 16         | 9          | 17         | 38,1       |
| Итого           | 1906—1927     | 1906—1927         | 563        | 232        | 137        | 184        | 41,2       |